# Самоубийство Ренаты Камболиной
Рената Игоревна Камболина (18 декабря 1998 — 23 ноября 2015) — студентка, которая покончила жизнь самоубийством 23 ноября 2015 года в Уссурийске и в дальнейшем стала предметом массовых обсуждений. В интернете во многом стала известна за счёт последней записи во «ВКонтакте», в которой она написала «ня.пока.». История Камболиной оказала влияние на популярность в России городской легенды о «группах смерти», которые якобы склоняли подростков к самоубийству, а в интернете смерть Камболиной стали использовать как символ суицида.
В соцсетях Камболина использовала псевдоним Рина Паленкова и именно под этим именем она первое время фигурировала в СМИ.

## Ход событий
22 ноября 2015 года Камболина опубликовала фото-селфи с подписью «ня.пока.», где изобразила себя на фоне железной дороги, но изначально пост не привлёк внимание других пользователей сети. На следующий день, примерно в 10:30 по местному времени, Камболина пришла на перегон, на 9179 км Дальневосточной железной дороги к месту у моста над речкой Комаровкой, около станции Сахзавод, где легла лицом вниз на рельсы перед приближающимся товарным поездом. Машинист поезда слишком поздно заметил Камболину и не успел вовремя затормозить.
Её смерть обсуждалась на интернет-форумах и в группах. В сети анонимы опубликовали ссылки на страницу Ренаты, её родственников. Рената стала виртуальным идолом суицида. Подростки со всей страны начали писать друзьям Ренаты сообщения, предлагали деньги за фотографии девушки или какую-то дополнительную информацию. Её страницу посещали тысячи пользователей. Через несколько часов после трагедии в сети неизвестные лица выложили фото и данные с места происшествия, а анонимы распространяли личную информацию о семье Ренаты. Местные ходили на могилу девушки, и снимали оттуда видео публикуя в сеть. Позже мать Камболиной в интервью «РЕН ТВ» сообщила, что, по её мнению, причиной её популярности стали те самые слитые фотографии с места происшествия. Всего за первую неделю после её гибели число подписчиков аккаунта «ВКонтакте» Камболиной приблизилось к 50 тысячам. На конец ноября 2015 года её предсмертный пост собрал более 130 тысяч лайков.
Похороны Камболиной состоялись 27 ноября.

## Личность
Рената Игоревна Камболина родилась 18 декабря 1998 года в Уссурийске. У неё был старший брат Вадим. В 2015 году, получив аттестат об основном общем образовании школы № 28, поступила в Дальневосточный технический колледж города Уссурийска на специальность «Компьютерные сети».
Во время обучения в школе и колледже посещала уссурийскую «Школу рок-музыки», в которой наряду со своими подругами, взявшими название «Needless» («Отверженные») в честь одноимённого аниме-сериала, осваивала искусство игры на ударных инструментах.
Родители Камболиной были в разводе, на момент смерти она жила с матерью и отчимом. Мать Камболиной, Янина Шевчук, умерла 6 января 2023 года и была похоронена рядом с дочерью.
Камболина была в отношениях с Алексеем Екимовым (в соцсетях использовал псевдоним Алексей Свобода), но за несколько дней до её гибели они расстались.

## Расследование
По факту смерти девушки СК возбудил уголовное дело. На мать Ренаты было заведено уголовное дело по статье «Доведение до самоубийства» (статья 110 УК РФ), но через несколько дней оно было закрыто из-за отсутствия улик и состава преступления.
21 мая 2016 года материалы дела Ренаты из Владивостока были переданы на доследование в Москву. Как сообщил следователь, «возможно, из-за общественного резонанса, уже федеральные органы затребовали уголовное дело для проверки».
В конце 2016 года Следственный комитет России закрыл дело о смерти Камболиной, придя к выводу, что она добровольно покончила жизнь самоубийством. По словам матери Камболиной, также было закрыто дело об утечке фотографий с места происшествия в интернет, поскольку виновные найдены не были.
По заявлениям знакомых погибшей, одной из причин суицида могли стать сложности в отношениях с молодым человеком.
Мать Ренаты обратилась в суд с иском к колледжу в котором училась дочь, по её мнению колледж не осуществлял свои обязанности надлежащим образом, а именно: не информировал родителей о пропуске учёбы детей, а педагогический состав должен был выявить суицидальные наклонности и сообщить о них родителям.
«Дальневосточный технический колледж» в судебном заседании с иском не согласился в полном объёме, из материалов уголовного дела, следует, что дочь истицы находилась в хроническом присуицидальном состоянии. Умершая была неконфликтна, спокойна, никаких суицидальных проявлений в колледже замечено не было. У девочки возникали конфликты с мамой, встречаясь с парнем по имени Алексей находилась и с ним в конфликтных отношениях, не находила контакта с мамой, обсуждала с чужими людьми обстановку в семье. В рамках обучения в учебном заведении дети участвуют в различных мероприятиях, однако Камболина не заявляла желания участвовать в различных конкурсах, с первых дней учёбы была на больничном.
Также суд установил, что доводы истицы о том, что в смерти её дочери виноваты работники «РЖД», в частности контролёр состояния железнодорожного пути, который не принял, по мнению матери, мер по сохранению жизни и здоровья являются необоснованными.

## Последовавшие события
Образ 16-летней девушки из Уссурийска после её гибели превратился в социальных сетях в некую икону для депрессивных подростков. К групповым историям добавились новые случаи самоубийств. Вскоре после этого российская журналистка Галина Мурсалиева впервые написала об «группах смерти» в статье, опубликованной в российской «Новой газете» в мае 2016 года. В статье описывались группы «F57» в российской социальной сети «ВКонтакте», которые, по её утверждению, подстрекали 130 подростков к самоубийству. Среди прочих страниц Рената была подписана на группу F57, с психоделическим контентом. После её смерти группу начали активно раскручивать в Сети — как секту, первой жертвой которой стала Рина. Участникам предлагалось «познать истину» через самоубийство.
Создатели этой группы, якобы принадлежавшей парню под ником «Море Китов», были также администраторами других подобных сообществ. Они запустили «игру»: давали номер в очереди на самоубийство и указывали способ. Был анонсирован массовый суицид, намеченный на 8 декабря 2015 года. Следственный комитет возбудил уголовное дело по факту подстрекательства и доведения до самоубийства. Выяснилось, что секты не было, Рената не была её участницей, а создатели группы лишь использовали её историю. За последующие месяцы истории о «Синем ките», «Тихом доме» и других сообществах, якобы доводящих подростков до самоубийства, продолжали активно обсуждаться в сети.

### Деятельность матери
После гибели дочери, мать Камболиной дала несколько интервью и приняла участие в телепередачах. В интервью «РЕН ТВ» женщина сообщила, что, по её мнению, причиной её популярности стали слитые в интернет фотографии сделанные на месте происшествия. После смерти дочери женщина начала активно пользоваться соцсетями, где общалась с людьми, которые так же, как она, потеряли своих детей, и помогала разоблачать «смертельные» группы. По её словам, она обнаружила, что множество пользователей создавали фейковые аккаунты с именем её дочери и нелицеприятные фото-мемы с её изображением. Мать Ренаты заявляла, что хочет самостоятельно бороться с теми, кто одобряет в интернете смерть её дочери, и чтобы её образ перестали эксплуатировать.

### Законодательные инициативы
МВД РФ начало расследование деятельности суицидальных сообществ в «ВКонтакте» по обращению зампредседателя и депутата Елены Мизулиной. 7 июня 2017 года в России был принят закон об уголовной ответственности за создание в сети «групп смерти», провоцирующих на самоубийства — наказание до шести лет лишения свободы.

### Подражание
- В сентябре 2016 года в посёлке Воронежской области покончила с собой 15-летняя девушка. Перед смертью девушка попрощалась с друзьями, написав в статусе на странице предсмертную фразу Камболиной «ня.пока.»[34].

- В 2017 году 16-летняя Надя из Джорджии, США, покончила жизнь самоубийством. Её старший брат начал искать среди её вещей какие-либо подсказки. Он заметил необычный рисунок и записи в дневнике погибшей, в том числе небольшой карандашный набросок Камболиной с её именем, написанным под ним на русском языке[35][36].

- 12 мая 2019 года в Молдове молодой человек покончил жизнь самоубийством. 10 мая он купил билет на автобус из Кишинёва, а на следующий день отправил сестре фотографию из леса. Он опубликовал несколько прощальных сообщений, одно из которых содержало фразу «ня.пока».

- Утром 17 октября 2019 года в Москве, совершил самоубийство 18-летний студент Глеб Кораблёв[37]. Молодой человек транслировал происходящее на своей странице «ВКонтакте». Сообщается что он поднёс к голове карабин «Сайга-12К», после чего крикнул фразу из предсмертного поста Ренаты Камболиной «ня.пока!» и нажал на спуск[37][38].

- 2 ноября 2023 года в Волгограде две подруги спрыгнули с девятиэтажного дома. Перед этим девушки вели прямую трансляцию в интернете, сидя на краю крыши и делая селфи. Одна из них подписала пост с селфи фразой «ня.пока»[39].

- 14 апреля 2025 года 19-летний молодой человек покончил жизнь самоубийством в городе Лесной, выпрыгнув из окна многоэтажного здания. Перед самоубийством он опубликовал прощальный пост, в котором упомянул фразу из поста Камболиной, отметив, «что всегда хотел отдать должное этому мему»[40].

## В массовой культуре
- 27 октября 2018 года об инциденте был снят выпуск телепрограммы Битва экстрасенсов[41][42].